# Nes kommun, Akershus
Nes kommun (norska: Nes kommune) är en kommun i Akershus fylke i sydöstra Norge. Den ligger cirka 50 kilometer från huvudstaden Oslo. Kommunens centralort är tätorten Årnes.

## Administrativ historik
Nes kommun upprättades den 1 januari 1838 (som Næs formannskapsdistrikt) när Formannskapslovene från 1837 trädde i kraft. Kommunen omfattade då större delen av den nuvarande kommunens område.
I samband med kommun och fylkesreformen 2020, överfördes bebyggelsen i Rånåsfoss från dåvarande Sørums kommun till Nes kommun.

## Tätorter
I Nes kommun finns tolv tätorter:
- Aulifeltet
- Bjertnestunet
- Brårud
- Fjellfoten
- Haga
- Kampå
- Neskollen
- Opakermoen
- Skogrand
- Tomteråsen
- Vormsund
- Årnes (centralort)

## Socknar
Inom Norska kyrkan är Nes kommun indelad i sex socknar:
- Auli socken
- Fenstads socken
- Ingeborgruds socken
- Nes socken
- Udenes socken
- Årnes socken

Socknarna ingår i Øvre Romerike prosteri i Borgs stift.